# Praia de Almádena
A Praia de Almádena, ou Praia de Cabanas Velhas é uma praia na freguesia de Budens, no município de Vila do Bispo, no Algarve, Portugal. Fica do lado nascente do Forte de São Luís de Almádena, entre a Praia da Boca do Rio e a Praia do Burgau.
É de pequena dimensão e estreita na maré cheia. Rodeada por arribas calcárias muito erodidas e recortadas onde há numerosas reentrâncias e cavidades resultantes do escorregamento dos estratos que compõem a rocha. Há formações rochosas peculiares em ambos os extremos da praia. As encostas junto da praia estão cobertas por matos baixos, e há uma área de pinhal jovem na encosta ocidental. A praia é pouco frequentada por banhistas, sendo o pontão a nascente muito utilizado como local para pescar. É vigiada na época balnear.